# Бенжамен Муканджо
Бенжамен Муканджо (фр. Benjamin Moukandjo, нар. 12 листопада 1988, Дуала) — камерунський футболіст, нападник клубу «Нансі» та національної збірної Камеруну.

## Клубна кар'єра
Розпочав займатись футболом в місцевій «спортивній академії Каджі», з якої згодом перебрався в академію французького «Ренна». Протягом двох років Бенжамен навчався в академії французького клубу, а також виступав за молодіжну команду клубу в чемпіонаті Франції для молодіжних команд.
2007 року Бенжамен отримав пропозицію від футбольного клубу «Ренн» підписати професійний контракт, яку Муканджо прийняв. Внаслідок високої конкуренції в команді, він не зміг повноцінно брати участь у матчах, тому був переведений в другу команду, що виступала у четвертому за рівнем дивізіоні Франції.
2008 року керівництво французького клубу ухвалило рішення відправити футболіста в оренду в «Ентенте Сануа» з Ліги 3. Але і тут камерунський футболіст взяв участь лише в небагатьох матчах клубу, зігравши за сезон 13 матчів та забивши 2 м'ячі.
Влітку 2009 року Бенжаменом зацікавився «Нім-Олімпік», який виступав у Лізі 2. 31 серпня гравець прийняв пропозицію клубу про перехід та підписав контракт на два роки. Головний тренер клубу, куди перейшов камерунець, довіряв футболістові та намагався ставити його в стартовий склад команди якомога частіше, тому як Бенжамен володів всіма необхідними якостями талановитого нападника. За півтора сезони Бенжамен Муканджо зіграв за «Нім-Олімпік» 46 матчів, забивши 7 м'ячів у ворота суперників.
На початку 2011 року був викуплений за півмільйона євро «Монако» · . Однак три голи Бенжамена не допомогли монегаскам уникнути вильоту в Лігу 2 і вже влітку 2011 року камерунський легіонер за 2,5 млн євро перейшов в «Нансі» · . За перші два сезони в Нансі забив 10 м'ячів, але і ця команда з Муканджо 2013 року вилетіла з еліти французького футболу. У наступному сезоні 2013/14, відзначившись 9 раз в матчах Ліги 2, Бенжамен встановив особистий рекорд результативності, але «Нансі» зайняло 4 місце і не змогло отримати одну з трьох путівок до еліти. Наразі встиг відіграти за команду з Нансі 89 матчів в національному чемпіонаті.

## Виступи за збірну
Виступав за молодіжну збірну Камеруну 20 років, разом з якою пройшов кваліфікацію на Юнацький (U-20) чемпіонат Африки (4 голи). На турнірі забив 2 голи, але збірна зайняла останнє місце в групі і не вийшла в плей-оф.
Після цього у складі збірної до 23 років брав участь у відборах на футбольний турнір Всеафриканських ігор у Алжирі в 2007 та Олімпійських ігор 2008 в Афінах, проте в остаточну заявку на ці турніри так і не потрапив.
4 червня 2011 року дебютував в офіційних матчах у складі національної збірної Камеруну у відборі на Кубок африканських націй 2012 року проти збірної Сенегалу (0:0). Бенжамен вийшов в основному складі і на 84 хвилині був замінений на П'єра Вебо.
2014 року потрапив у заявку збірної на чемпіонат світу в Бразилії.

## Досягнення
- Чемпіон Африки: 2017